# Heinz-Werner Lenz
Pour les articles homonymes, voir Heinz Werner.
Heinz-Werner Lenz, né le 17 août 1957 à Coblence, est un pilote de course allemand sur camions.

## Biographie
Il dispute sa première course en 1991 sur le circuit de Zolder, puis il évolue en ETRC dès 1992 (alors en Classe C).
Il concourt par la suite en catégories C, Race-Trucks, et Super-Race-Trucks.
Son fils Sasha évolue dans la même spécialité que lui depuis 2006, dans son équipe  S.L. Truck Racing équipé d'un Mercedes Langhauber de fabrication brésilienne type 1938, de 12L. et 850CV pour 5,5 tonnes.

## Palmarès

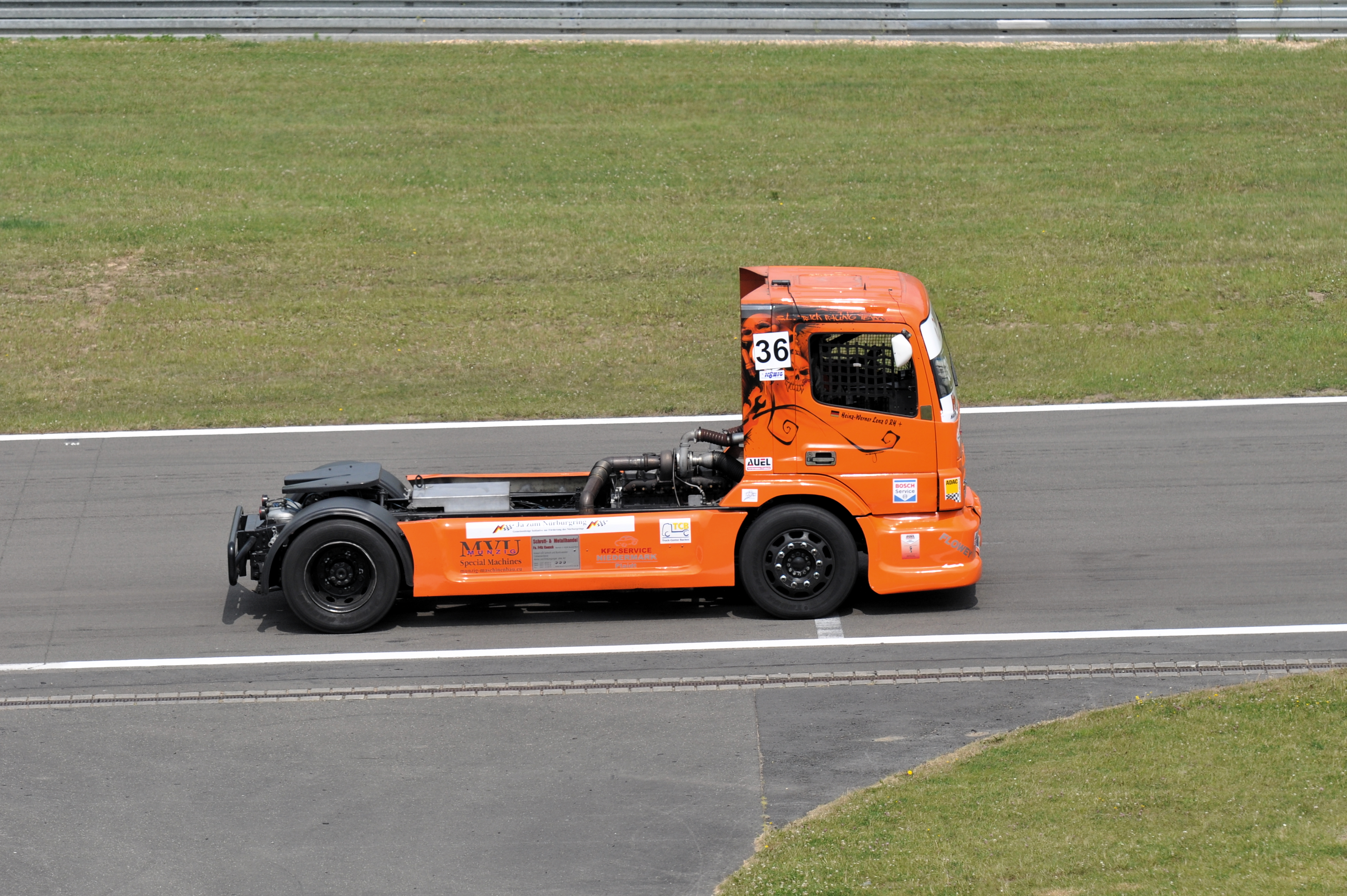
Le Mercedes-Benz de Heinz-Werner Lenz en 2013 (à 56 ans).

- Triple Champion d'Europe de courses de camions consécutif[1] dans la catégorie Race-Truck, en 1997, 1998 et 1999 (sur Mercedes-Benz 1938-S); 
  - vice-champion d'Europe de courses de camions Race-Trucks, en 1996 et 2000.